# Junikravallerna

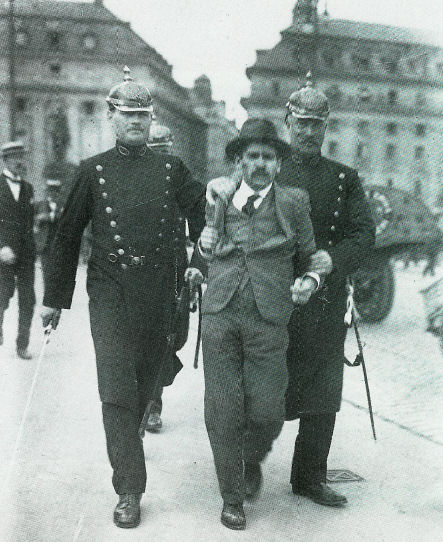
En man förs bort av polisen under junikravallerna i Stockholm 1917.

Junikravallerna eller hungerkravallerna ägde rum i Stockholm 1917, inom ramen för det som också benämns som hungerkravallerna 1917. Ett stort antal oroligheter ägde rum i hela landet under 1917 utlösta av en kombination av hungersnöd och politisk spänning som en följd av sociala motsättningar och oroligheterna i Europa i form av första världskriget och den ryska februarirevolutionen 1917. Den femte juni samlades en stor grupp människor på Gustav Adolfs torg i en manifestation i med anledning av frågan om kvinnlig rösträtt. Demonstrationen avbröts våldsamt av polis under vad som kallades  "Blodbadet på Gustav Adolfs Torg". Ett trettiotal personer fick svåra sabelhugg och ett fyrtiotal blev omkullridna, däribland kvinnor och barn. Det blev den sista stora manifestationen 1917.